# Brittney Skye
Brittney Skye, född Brandie Rae Rothwell den 5 november 1977 i Cape Girardeau, Missouri, USA, är en amerikansk porrskådespelerska och regissör. 
Skye medverkade i sin första pornografiska film 2001 och har i dagsläget medverkat i nästan 300 filmer, bland annat med Catalina och  Ashley Blue. Skye har också regisserat flera av dessa filmer. 
Hon har också en liten biroll i komedifilmen The 40-Year-Old Virgin.